# Sam V. Stewart

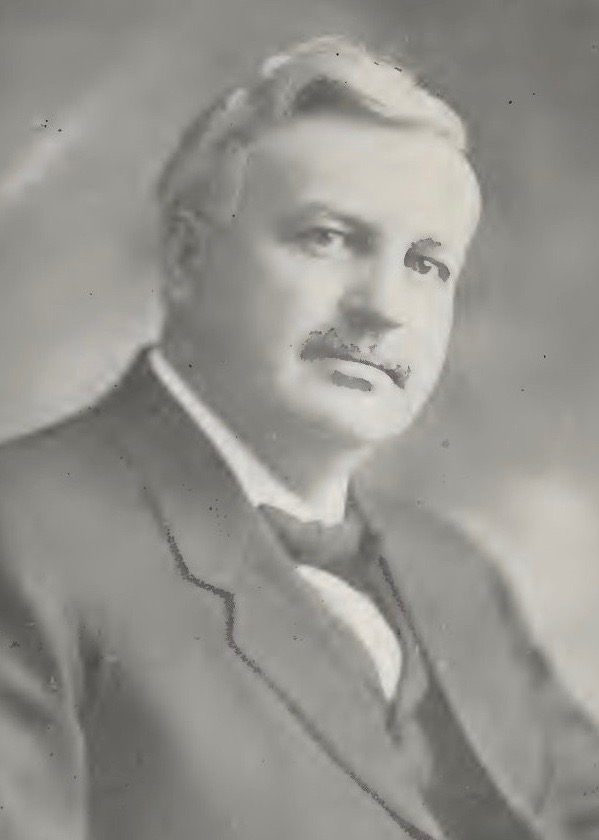
Samuel Vernon Stewart

Samuel Vernon Stewart (02 de agosto de 1872 no condado de Monroe, Ohio - 15 de setembro de 1939) foi um advogado, e ex-juiz da Suprema Corte de Montana e o sexto governador de Montana.